# تیم دوچرخه‌سواری فلاندریا
تیم دوچرخه‌سواری فلاندریا (انگلیسی: Flandria) یک تیم دوچرخه‌سواری در بلژیک است.
این تیم در سال ۱۹۵۷ تأسیس و در سال ۱۹۷۹ منحل شده‌است، تیم فلاندریا در سال ۱۹۷۷ قهرمان بخش تیمی جیرو دیتالیا شده‌است.